# Amsterdam Houtrakpolder
Amsterdam Houtrakpolder (afkorting Hrp) is een raccordement in Amsterdam in het Westelijk Havengebied, in de Houtrakpolder.
Het raccordement takt bij Houtrakpolder Aansluiting (Hrpa) aan op de spoorlijn Amsterdam Sloterdijk – Zaandam. Het bedient verschillende bedrijven:
- Amsterdam Container Terminal B.V. (containerterminal, voormalige Ceres-terminal, 3 sporen, geen omloopspoor)
- Transit Terminal Amsterdam (goederenoverslag, 1 spoor met omloopspoor)
- Afval Energie Bedrijf (gemeentelijke vuilverbranding, 1 spoor, geen omloopspoor)
- De Rietlanden (kolenoverslag, 1 spoor met omloopspoor)

Doorgaans wordt het gehele Westelijk Havengebied aangeduid als Amsterdam Westhaven (Awhv), terwijl "Houtrakpolder" alleen wordt gebruikt voor het gedeelte westelijk van de spoorlijn Amsterdam Sloterdijk – Zaandam.

## Galerij

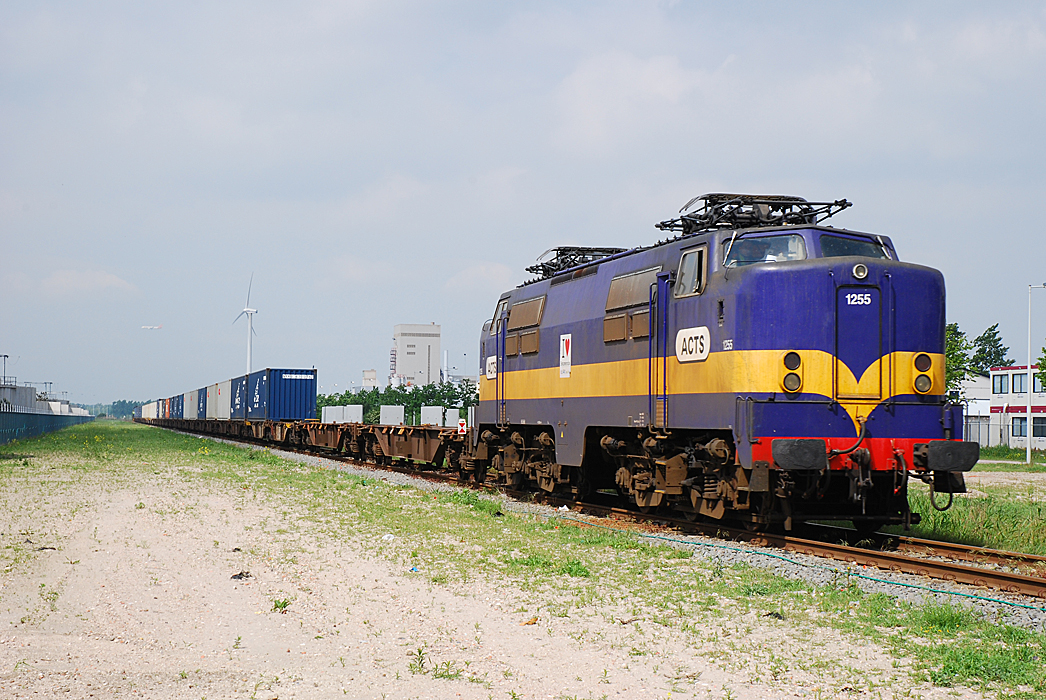
Loc 1255 van ACTS wordt vanaf de ACT-terminal richting de hoofdbaan geduwd als Coevorden2-shuttle.
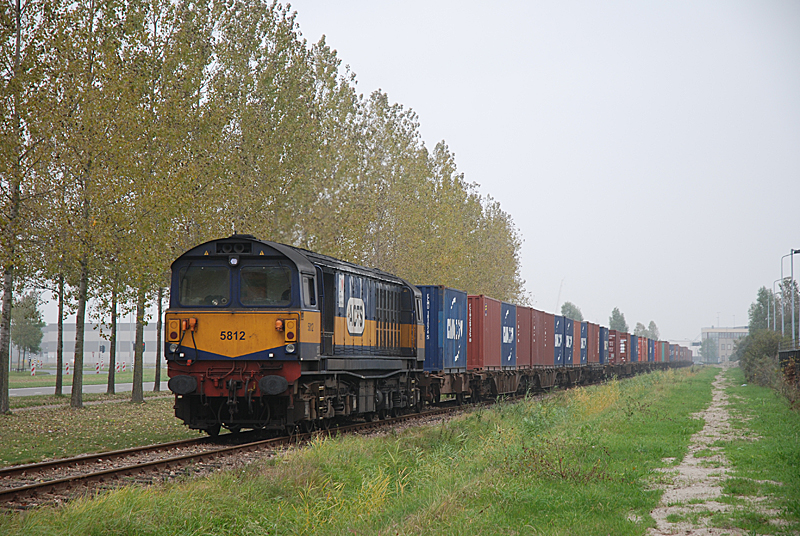
Loc 5812 van ACTS duwt de Leeuwarden2-shuttle richting de ACT-terminal.